# Sinan, Tongren
Sinan, tidigare stavat Szenan, är ett härad som lyder under Tongrens stad på prefekturnivå i Guizhou-provinsen i sydvästra Kina.